# Pantaléon Charles François du Trousset
Pantaléon Charles François du Trousset, comte d'Héricourt de Valincourt, né le 12 juin 1777 à Condé-sur-Iton (Eure), mort le 29 novembre 1837 à Ivry-sur-Seine (Val-de-Marne), est un général français de la Révolution et de l’Empire.

## Biographie
Il fait d'excellentes études à l'école de la Jeune Noblesse puis entre à l'école militaire des Célestins, d'où il sort avec un brevet de sous-lieutenant, dont il aurait dû exercer les fonctions aux Gardes françaises, si la Révolution ne l'en avait empêché.
Arrêté à Nantes alors qu'il veut s'embarquer pour Saint-Domingue, où il a des intérêts, il se retrouve sur un de ces fameux bateaux à soupape mais échappe de justesse à la mort et s'enfuit à Orléans.
Quelque temps se passe jusqu'au moment où il est enlevé par la conscription et incorporé comme soldat dans un régiment d'infanterie.
Arrêté par la gendarmerie, il fut présenté au futur maréchal Lefebvre, commandant la place de Paris, qui le nomme officier dans un régiment de hussards qu'il est en train de former. Il n'attend pas longtemps ses épaulettes de capitaine, fait toutes les campagnes de la République et de l'Empire, se distingue souvent et devient général de brigade le 26 juin 1813, après avoir été aide de camp du maréchal Drouet et du général Rapp. Il est chef d'état-major général pendant la défense de Dantzig et, en 1814, reçoit le commandement de la Mayenne.
Il refuse l'offre de Napoléon de se rallier à lui avec le grade de général de division et sert fidèlement la Restauration qui ne récompense pas sa fidélité. On lui donne pour seule consolation le commandement de quatre départements, dont le quartier général était à Toulouse, avec confirmation du grade de maréchal de camp.
Il est chargé en 1823 d'inspecter les troupes de Corse et d'organiser les voltigeurs destinés à se débarrasser du banditisme. Il devient commandeur de l'ordre de Saint-Louis et, en 1827, est nommé inspecteur général de la gendarmerie. N'obtenant pas de commandement dans l'armée destinée à la campagne d'Alger, il se fait mettre en disponibilité en 1830 et y reste jusqu'à sa mort survenue en 1837.
On dit[Qui ?] qu'il refuse le grade de général de division et le ministère de la Guerre que le roi Louis-Philippe lui fait offrir en 1832.

## Carrière
- Entré au service en 1787 comme élève à l'École militaire
- Chasseur (caporal puis sergent) dans la Légion nantaise en 1793, il participe à la campagne de Vendée
- renvoyé comme noble le 19 floréal an VII
- revenu soldat au 2e bataillon du Loiret en l'an VII
- Sous-lieutenant au 1er régiment de chasseurs à pied le 1er pluviose an VIII
- Lieutenant le 1er floréal an VIII
- Capitaine dans les hussards le 18 thermidor an VIII
- participe à la campagne sur le Rhin l'an IX
- Aide de camp du général Drouet le 2 germinal an X (23 mars 1802)
- sert dans l'armée de Hanovre en 1802 et 1803
- Capitaine adjoint à l'état-major le 17 mars 1805
- participe aux campagnes de la Grande Armée de 1805, 1806 et 1807
- reçu chevalier de la Légion d'Honneur le 10 mai 1807
- Chef de bataillon le 30 septembre 1807
- sert à l'armée d'Allemagne en 1809 et 1810
- attaché au gouvernement de Dantzig le 18 juillet 1810
- Général de brigade le 26 juin 1813
- Chef d'état-major de la 10e armée, le 26 juin 1813
- prisonnier de guerre en 1814 après la capitulation de Dantzig
- reçu chevalier de Saint-Louis le 5 octobre 1814
- Commandant le département de la Mayenne le 15 avril 1815
- Commandant le département de Tarn-et-Garonne le 1er septembre 1815
- Commandant des départements de Tarn-et-Garonne, du Gard et des Hautes-Pyrénées le 12 septembre 1817
- promu officier de la Légion d'Honneur le 18 mai 1810 et commandeur le 1er mai 1821
- Commandant la 2e subdivision de la 10e division le 6 juin 1821
- promu commandeur de Saint-Louis le 23 mai 1825
- Inspecteur général de la Gendarmerie le 23 juillet 1825
- se fait mettre en disponibilité le 1er mars 1828, mais reste membre du Comité consultatif de la Gendarmerie
- compris dans le cadre de réforme de l'état-major général le 22 mars 1831
- mort à Ivry-sur-Seine le 29 novembre 1837.

## Famille
Pantaléon Charles François du Trousset d'Héricourt est le fils de Louis Bénigne Pantaléon du Trousset d'Héricourt, grand propriétaire à Saint-Domingue, et de Serene de Narbonne. 
Il épouse Gabrielle Lemaistre, fille de Jeanne d'Aboville et nièce des généraux Augustin Gabriel d'Aboville et Augustin Marie d'Aboville. Elle fonde un musée à La Fère auquel elle donne le nom de sa mère.